# Красная Шапочка
«Красная Шапочка» (фр. Le Petit Chaperon rouge) — народная европейская сказка с сюжетом о девочке или девушке (возраст не упоминался в оригинальных текстах), повстречавшей волка-оборотня (с человеческими чертами). Литературно обработана Шарлем Перро, а позже — братьями Гримм.

## Происхождение сюжета
Сюжет о девочке, обманутой волком (№ 333 по классификации Аарне — Томпсона), был распространён во Франции и Италии со Средних веков. В альпийских предгорьях и в Тироле сказка, известная там по меньшей мере с XIV века, пользовалась особой популярностью. Содержимое корзинки варьировалось: в Северной Италии внучка несла бабушке свежую рыбу, в Швейцарии — головку молодого сыра, на юге Франции — пирожок и горшочек масла. В фольклорных записях сюжет выглядит следующим образом:
Мать посылает дочь к бабушке с молоком и хлебом. Та встречает волка, оборотня (bzou) или даже огра, рассказывает ему, куда идёт. Волк обгоняет девочку, убивает бабушку, готовит из её тела кушанье, а из крови — напиток, одевается в одежду бабушки и ложится в её кровать. Когда девочка приходит, волк предлагает ей поесть. Бабушкина кошка пытается предупредить девочку о том, что та ест останки бабушки, но волк кидает в кошку деревянный башмак и убивает её. Потом волк предлагает девочке раздеться и лечь рядом с ним, а одежду бросить в огонь. Та так и делает и, улёгшись рядом с волком, спрашивает, почему у него много волос, широкие плечи, длинные ногти, большие зубы. На последний вопрос волк отвечает: «Это чтобы поскорее съесть тебя, дитя моё!» — и съедает девочку.
Таким образом кончается большинство записанных вариантов, хотя в некоторых девочка при помощи хитрости убегает от волка.

## Литературная обработка

### Шарль Перро
Шарль Перро литературно обработал народный сюжет. Он убрал мотив каннибализма, персонаж-кошку и её убийство волком, ввёл вызывающую красную шапочку — чепчик-«компаньонку» (в оригинале — «шаперон» (фр. chaperon)), во времена Перро вышедший из моды в городах, но популярный у женщин в сельской местности), которую носила девочка, а главное — нравоучительно осмыслил сказку, введя мотив нарушения девочкой приличий, за которое она поплатилась (Волк съел не только бабушку, но и девочку), и заключил сказку стихотворной моралью, наставляющей девиц опасаться соблазнителей. Тем самым, хотя грубые натуралистические моменты народной сказки были существенно смягчены, обращение к вопросу взаимоотношения полов было подчёркнуто.
Сказка была издана в 1697 году в Париже в книге «Сказки матушки Гусыни, или Истории и сказки былых времён с поучениями», более известной как «Сказки матушки Гусыни».
В некоторых изданиях сохранена мораль (фр. Moralité), написанная Шарлем Перро:

Детишкам маленьким не без причин

(А уж особенно девицам,

красавицам и баловницам),

В пути встречая всяческих мужчин,

Нельзя речей коварных слушать, —

Иначе волк их может скушать.

Сказал я: волк! Волков не счесть,

Но между ними есть иные

Плуты, настолько продувные,

Что, сладко источая лесть,

Девичью охраняют честь,

Сопутствуют до дома их прогулкам,

Проводят их бай-бай по темным закоулкам…

Но волк, увы, чем кажется скромней,

Тем он всегда лукавей и страшней!
Оригинальный текст (фр.)On voit ici que les jeunes enfants,

Surtout de jeunes filles,

Belles, bien faites et gentilles,

Font très-mal d'écouter toute sorte de gens;

Et que ce n’est pas chose étrange

S’il en est tant que le loup mange.

Je dis le loup, car tous les loups

Ne sont pas de la même sorte.

Il en est d’une humeur accorte

Sans bruit, sans fiel et sans courroux,

Qui, privés, complaisants et doux

Suivent les jeunes demoiselles

Jusque dans les maisons, jusque dans les ruelles,

Mais, hélas! qui ne sait que ces loups doucereux

De tous les loups sont les plus dangereux?

### Братья Гримм
Тот вариант сказки, который и стал классическим в современной детской литературе, был записан братьями Гримм спустя столетие после смерти Перро. По одной из версий, они услышали её от Марии Мюллер, работавшей экономкой в доме будущей жены Вильгельма Гримма.
По другой версии — от Жаннетты Хассенпфлуг, которая по матери происходила от гугенотов, изгнанных из Франции при Людовике XIV. Предполагается, что «Красная Шапочка» в её варианте восходила к тому же Перро.
В сказку был добавлен хороший конец: в этом варианте проходившие мимо дровосеки, услышав шум, убивают волка, разрезают ему живот и спасают бабушку и Красную Шапочку. По одной из версий, этот эпизод был заимствован из иной популярной немецкой сказки — «Волк и семеро козлят», по другой — из пьесы «Жизнь и смерть Красной Шапочки», написанной в 1800 году немецким писателем-романтиком Людвигом Тиком.
Морализаторство Перро на тему взаимоотношений полов из сказки исчезло, как и все сексуально окрашенные мотивы. В тексте сказки Красная Шапочка нарушает не приличия, а волю матери, которая просит дочь идти к бабушке, не отвлекаясь ни на что. Мораль в конце вводится как предупреждение непослушным детям: «Ну, уж теперь я никогда не стану в лесу убегать в сторону от большой дороги, не ослушаюсь больше матушкиного приказания».

### Русские переводы и пересказы
Первое издание сказок Шарля Перро в России вышло в 1768 г. под названием «Скаски о волшебницах с нравоучениями» в переводе Льва Воинова. Хотя он посвятил свой труд семилетней Наталье Нарышкиной (1761—1819), дочери Л. А. Нарышкина, книга не предназначалась для детей. Специальное детское издание было выпущено в 1795 г., что прямо указывалось в названии: «Повести волшебныя съ нравоучениями, на Российскомъ и Французскомъ языкахъ, сочиненныя Господиномъ Перольтомъ для детей».
«Красная Шапочка» издавалась в России более 100 раз, причём в первые сто лет у неё был оригинальный конец (девочка и бабушка погибают), а в 1897 году концовка стала счастливой. Этот вариант сказки в XX веке доминировал. При русских изданиях из сказок исчезли стихотворные нравоучения и появились дополнения, не соответствующие оригинальному тексту.
Весь массив изданий переводов и пересказов сказки Перро «Красная Шапочка» на русском языке делится на 5 вариантов:
1. Перевод оригинальной сказки Перро с трагическим концом, с указанием авторства: переводы 1795 г. и 1825 г., а также перевод 1867 г., приписываемый И. С. Тургеневу[11]. В нём убран мотив нарушения запрета и некоторые подробности описаний.
2. Анонимное издание на основе текста Перро с тем же финалом: так был издан первый перевод 1768 г.[11]
3. Анонимное издание на основе текста братьев Гримм: это переводы Ал. Алтаева (М. В. Ямщиковой) [Перро и Гримм, 1898], В. П. Андреевской [Гримм, 1901] и подобные[11].
4. Анонимное издание на основе сказки Ш. Перро, но со счастливым концом — Красную Шапочку и бабушку спасают охотники или дровосек. Первое такое издание вышло в 1897 году, в XX в. этот вариант стал превалировать[11].
5. Автором «Красной Шапочки» указан Ш. Перро, но у сказки появился благополучный финал (перевод Е. Урсынович). Таким образом, в этом варианте соединяются версии Перро и братьев Гримм, причём текст не всегда заимствован дословно, но описывает те же события, что и в тексте Гриммов. В ряде случаев пересказ становится свободным и снабжается новыми деталями (спасителем выступает дровосек вместо охотников)[11].

В иллюстрациях сказки на русском языке обычно изображается собственно девичья шапочка (согласно сказке братьев Гримм) вместо накидки-капюшона французского оригинала. Такая же ситуация во многих других странах, где слово «шаперон» было заменено при переводе на «шапочку», «шляпу», «колпачок».
Наиболее спорным вопросом о переводчиках «Красной Шапочки» является установление авторства текста, опубликованного в 1826 г. в журнале Н. И. Греча и Ф. В. Булгарина «Детский собеседник» (шесть сказок братьев Гримм и Перро). Издатели снабдили публикацию примечанием: «Перевод почтенного нашего Поэта, В. А. Жуковского». Однако исследователи творчества В. А. Жуковского считают, что здесь переведена одноимённая сказка братьев Гримм, а не Перро [Канунова и др., 2009, с. 232], в которую включены лишь ряд реалий и эпизодов из французского оригинала.
Также известны переводы Красной Шапочки, сделанные А. П. Зонтаг (1867 г.), Е. В. Лавровой (1900 г.) и Ал. Алтаевым (1910 г.).

## Красная Шапочка в психологии и сексологии
В книге Эрика Берна «Игры, в которые играют люди. Люди, которые играют в игры» сказка о Красной Шапочке разбирается как пример «игр», жизненных сценариев. Практически Берн из современной обработки сказки вторично извлекает её архаическую подоплёку, но представляет соблазнителем не волка, а саму Красную Шапочку, воплощающую в жизнь один из подростковых сценариев. Иной вариант интерпретации предполагает раскрытие сценарного треугольника «Жертва — Насильник — Спасатель» с ротацией ролей.
Эрих Фромм интерпретирует сказку с точки зрения психоанализа. По его мнению речь в сказке идёт не о маленькой, беззащитной девочке, а о зрелой женщине, которая столкнулась с проблемой половых отношений. Совет матери «не сворачивай с дорожки в лес» Фромм истолковывает как предостережение о том, что не следует вступать в половую связь, а акт людоедства волка — как половой акт. Однако кроме морали об опасности половых отношений в сказке присутствует идея о конфликте между мужчинами и женщинами. Как пишет Фромм, сказка о Красной Шапочке — «это история торжества женщин, ненавидящих мужчин, история, заканчивающаяся победой женщин».

## Экранизации и постановки

### Изобразительное искусство
- Постановочная фотография прерафаэлита Генри Пича Робинсона «Красная Шапочка у двери дома её бабушки» (1858).
- «Красная Шапочка», фотография Льюиса Кэрролла

### Музыкальные произведения
- Этюд-картина оп. 39 № 6 С. В. Рахманинова — «Красная Шапочка и Серый Волк»
- Красная Шапочка (1911) — детская опера композитора Цезаря Кюи
- Красная Шапочка (2001) — детская опера современного французского композитора Жоржа Апергиса.

### Классические экранизации
- Красная Шапочка (1937) — чёрно-белый мультфильм сестёр Брумберг, СССР. Выполнен в классическом «диснеевском» стиле.
- Петя и Красная Шапочка (1958) — мультфильм, СССР. В этом мультфильме в старую сказку волшебным образом попадает пионер Петя Иванов и помогает Красной Шапочке и бабушке справиться с волком.
- Про Красную Шапочку (1977) — музыкальный фильм, СССР. Фильм является продолжением классической сказки. Волки в фильме оказываются не такими уж плохими, а охотник — не столь уж храбрым. Красная Шапочка в итоге спасает волков от жестоких людей.
- Красная Шапочка (1989) — мюзикл Адама Брукса, сохранивший основную сюжетную канву сказки, производство США-Израиль.

### Переосмысления сказки
- Мультфильм Red Hot Riding Hood (1943) и его продолжение Swing Shift Cinderella (1945) — мультфильмы производства США. Комедийные короткометражки, начинающиеся с классического сюжета о Красной Шапочке.
- Пародийное и осовремененное изложение сюжета сказки содержится в стихотворном сборнике 1982 года «Revolting Rhymes» Роальда Даля.
- «В компании волков» (1984) — фильм с вариациями по мотивам Красной Шапочки.
- Caperucita en Manhattan (1990) — книга Кармен Мартин Гайте[источник не указан 3450 дней].
- Серый волк энд Красная Шапочка (1990) — анимационный фильм Гарри Бардина, СССР. Сатирический «пластилиновый» мультфильм.
- Люми (1991) — художественный фильм Владимира Брагина, СССР. Триллер об оборотне, переосмысление истории о Красной Шапочке[источник не указан 1157 дней].
- Эротические похождения Красной Шапочки[итал.] (1993), Франция—Италия. Эротическая пародия режиссёра Франко Ло Кашо.
- Последняя красная шапочка[фр.] (1996) — короткометражный музыкальный фильм Яна Кунена, Франция. Главную героиню играет Эммануэль Беар. Бабушка — это состарившаяся предыдущая Красная Шапочка, которая хочет убить новую.
- Шоссе (1996) — художественный фильм, США. Триллер с элементами «чёрной» комедии. Красная Шапочка (Ванесса Лутц в исполнении Риз Уизерспун) после ареста своих матери (проститутки) и отчима (её сутенёра) отправляется жить к своей бабушке. По пути она голосует на шоссе и останавливает машину, водитель которой (Боб Вулвертон в исполнении Кифера Сазерленда) оказывается серийным убийцей. Вступительные титры к фильму представляют собой иллюстрации к истории Красной Шапочки, сюжет в основном повторяет оригинал.
- Оборотни (1998) — аниме режиссёра Хироюки Окиуры. Фильм-антиутопия, сюжет сказки использован в аллегорической форме.
- Fables (2002) — комикс, рассказывающий о персонажах сказок, попавших в наш мир, где Красная Шапочка — одна из второстепенных героинь, а Серый Волк — один из героев первого плана.
- Правдивая история Красной Шапки (2005) — комедийный анимационный фильм, США.
- Красная Шапка против зла — мультфильм, продолжение «Правдивой истории Красной Шапки» (США, 2011).
- Леденец (фильм) (2005) — триллер режиссёра Дэвида Слэйда о встрече 14-летней девочки («Красной Шапочки» в роли «волка») и 32-летнего фотографа, которые познакомились в интернете.
- Красная Шапочка (Red Riding Hood, 2011) — американский художественный фильм Кэтрин Хардвик, продюсер Леонардо Ди Каприо, готическая экранизация сказки, где волк является оборотнем, живущим в деревне.
- Однажды в сказке (2011) — американский телесериал канала ABC в жанре фэнтези. Красная Шапочка сама является волком (оборотнем). Играет актриса Меган Ори.
- Пилотная серия сериала «Гримм» (2011—2017) — фантастический сериал о живущих среди людей сказочных персонажах — первая серия снята по мотивам сказки «Красная Шапочка».
- Сюжет сказки используется в художественном музыкальном фильме «Чем дальше в лес…» (2014) режиссёра Роба Маршалла производства «Walt Disney Pictures». Роль Красной Шапочки исполнила юная актриса Лилла Кроуфорд.
- «Красная Шапочка» (2022) — российский фильм в жанре фэнтези о происхождении героини и истории жизни её отца[15].
- Красная Шапочка находит труп (2023) — японский криминальный фильм-сказка, экранизация одноимённой книги японского писателя Айто Аояги[яп.].

### Компьютерные игры
- The Path — игра от независимых разработчиков с сюжетом, основанном на мотивах сказки.
- Woolfe - The Red Hood Diaries[англ.] — игра от бельгийской студии разработчиков GRIN.